# Исследовательский центр Пью
Исследовательский центр Пью (англ. Pew Research Center) — исследовательский центр, находится в Вашингтоне. Предоставляет информацию о социальных проблемах, общественном мнении и демографических тенденциях, формирующихся в США и мире. Также проводит опросы общественного мнения, демографические исследования, контент-анализ, другие социальные исследования. Исследовательский центр Пью, согласно его заявлениям, не занимает политических позиций и является дочерней компанией благотворительных фондов Пью.

## История
В 1990 году Times Mirror Company основала центр «Times Mirror Center for the People & the Press». Центр задумывался как исследовательский. Благотворительные фонды Пью (англ. The Pew Charitable Trusts) стали главным спонсором центра в 1996 году, поэтому центр был переименован в «Pew Research Center for the People & the Press».
В 2004 году был создан Pew Research Center. В 2013 и 2014 году в организации менялись руководители.

## Финансирование
Исследовательский центр Пью — некоммерческая организация, освобождённая от налогов. Является дочерней организацией Благотворительных фондов Пью. Для своих исследований, связанных с религией, фонд привлекает спонсорские деньги.

## Научные направления
Центр ведёт исследования по девяти направлениям:
- Политика США
- Журналистика и СМИ
- Интернет и технологии
- Наука и общество
- Религия и общественная жизнь
- Испаноязычный мир
- Глобальные тенденции
- Социально-демографические тенденции
- Методология исследований